# Tetley
Tetley's er et bryggeri og et ølmærke i England. Bryggeriet blev etableret af Joshua Tetley i Leeds i 1822. Det blev et af Storbritanniens store bryggerier og selskabet ejede også mange pubber. Tetley blev købt af Carlsberg i 1975, som indtil da havde ejet 50 %. 

## Links
- Officielle hjemmeside

1. ↑  Navnet er anført på engelsk og stammer fra Wikidata hvor navnet endnu ikke findes på dansk.